# Mekniuny
Mekniuny (lit. Makniūnai) − wieś na Litwie, zamieszkana przez 338 ludzi, w rejonie olickim, 24 km na południe od Olity.